# Dieter Mitrenga

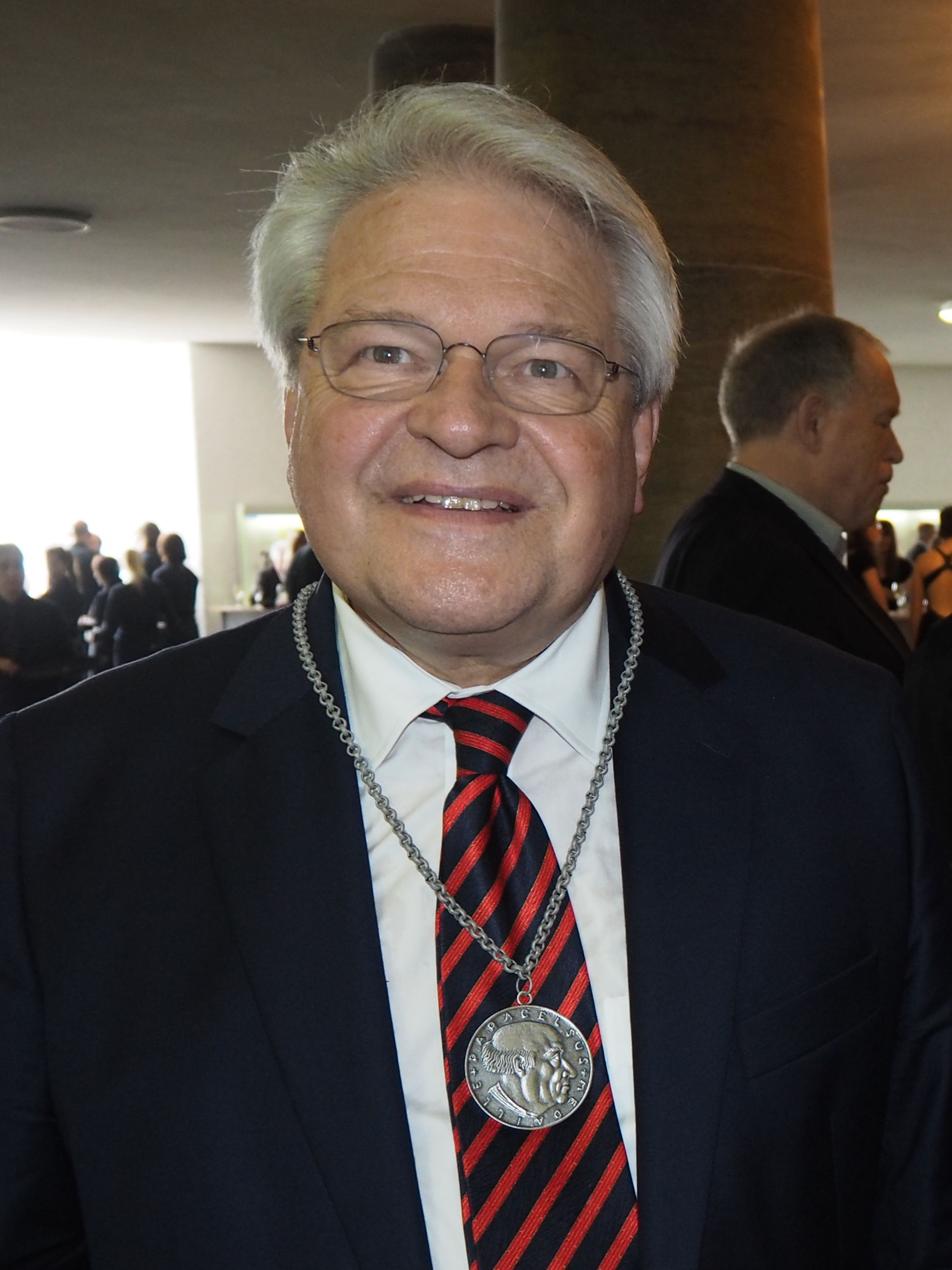
Dieter Mitrenga 2015 – Paracelsus-Medaille

Dieter Mitrenga (* 6. Juli 1940 in Ratibor, Oberschlesien; † 25. Juli 2017) war ein deutscher Internist, Rheumatologe, Nephrologe und AIDS-Spezialist.

## Leben und Wirken
Mitrenga wurde am 6. Juli 1940 als erstes Kind des Zahnarztes Bernhard Mitrenga (1908–1969) und seiner Frau Elisabeth geb. Daumann (1909–1994) geboren. Seine Mutter floh mit ihm und der drei Jahre jüngeren Schwester 1945 aus dem heutigen Polen. Sie gelangten über Tschechien nach Bayern, wo Mitrenga 1946 eingeschult wurde. Nachdem der Vater aus dem Krieg heimgekehrt war, zog die Familie nach Schleswig-Holstein. Bis 1955 lebten sie in der Nähe von Kiel auf einem Bauernhof. Dort besuchte er die Oberschule und anschließend das Alexander-Hegius-Gymnasium in Ahaus. Nachdem er 1961 das Abitur abgelegt hatte, besuchte er im selben Jahr die Universität zu Köln, um dort Medizin zu studieren. An der Universität übte er das Amt des Fakultätssprechers für die Studenten der Medizin aus. Das medizinische Staatsexamen legte er 1967 ab.
Nach zweijähriger Tätigkeit als Medizinalassistent erlangte er 1970 die Approbation. Durch die Deutsche Forschungsgemeinschaft erhielt er im selben Jahr ein Stipendium an der Hochschule Hannover. Dort beschäftigte er sich mit der Immunhistologie und der fluoreszierenden Antikörpertechnik und erhielt Einblicke in die Immunologie und die Rheumatologie.
1972 promovierte er mit dem Thema In-Vitro-Untersuchungen parenteral anwendbarer Hämostyptika. Im gleichen Jahr wechselte er an die medizinische Klinik der Universität zu Köln und arbeitete dort unter Rudolf Gross bis 1982. Während dieser Zeit erfolgte dort die Anerkennung als Facharzt für Innere Medizin, Nephrologie und Rheumatologie.
Chefarzt im Bereich des Kollegialsystems wurde er 1983 am Krankenhaus der Augustinerinnen in Köln. Zwischen 1988 und 1991 leitete er zusammen mit Rudolf Thoma die Klinik für Innere Medizin, welche die Behandlungsschwerpunkte HIV und AIDS hat. Seit dem Jahr 2000 war er ärztlicher Direktor des Krankenhauses und Chefarzt für die Klinik der Inneren Medizin.
Für die Kreisstelle Köln der Ärztekammer Nordrhein war er als Vorsitzender und Fortbildungsbeauftragter tätig. Bis zum März 2015 hatte er 175 Fortbildungsveranstaltungen organisiert und geleitet. Er war lange Jahre Vorstandsmitglied der Ärztekammer Nordrhein und der Bundesärztekammer und gehörte zwischen 1977 und 2014 der Kammerversammlung der Ärztekammer Nordrhein an. Zudem gehörte er von 1978 bis 2014 der Ständigen Konferenz Weiterbildung der Bundesärztekammer an und hatte den Vorsitz in der Weiterbildungskommission und den Ausschüssen für Weiterbildung, Verhütung und Behandlung von AIDS-Erkrankungen. Als Delegierter nahm er an insgesamt 34 Ärztetagen teil.
Mitrenga war bis zu seinem Tod Vorsitzender der Landeskommission AIDS, einer Kommission, die Landesregierungen in AIDS-Fragen und der Eindämmung von AIDS berät.

## Mitrenga und der Marburger Bund
Im Juni 1968 trat Mitrenga in den Marburger Bund, eine Fachgewerkschaft für Ärzte, ein. Zwischen 1975 und 2009 gehörte er dem MB-Landesverband NRW/Rheinland-Pfalz an. Ab 1981 war er zudem Mitglied des Bundesvorstands. Nachdem er elf Wahlperioden lang Mitglied im Vorstand des Marburger Bundes war, erklärte er 2007 seinen Abschied und wurde Ehrenmitglied. Zuvor hatte er auch den Vorsitz der Arbeitskreise Weiterbildung und Ärzteversorgung inne und war Mitherausgeber der Marburger-Bund-Zeitung, der Verbandszeitschrift des Marburger Bundes. Außerdem war er Geschäftsführer der Marburger-Bund-Treuhandgesellschaft.

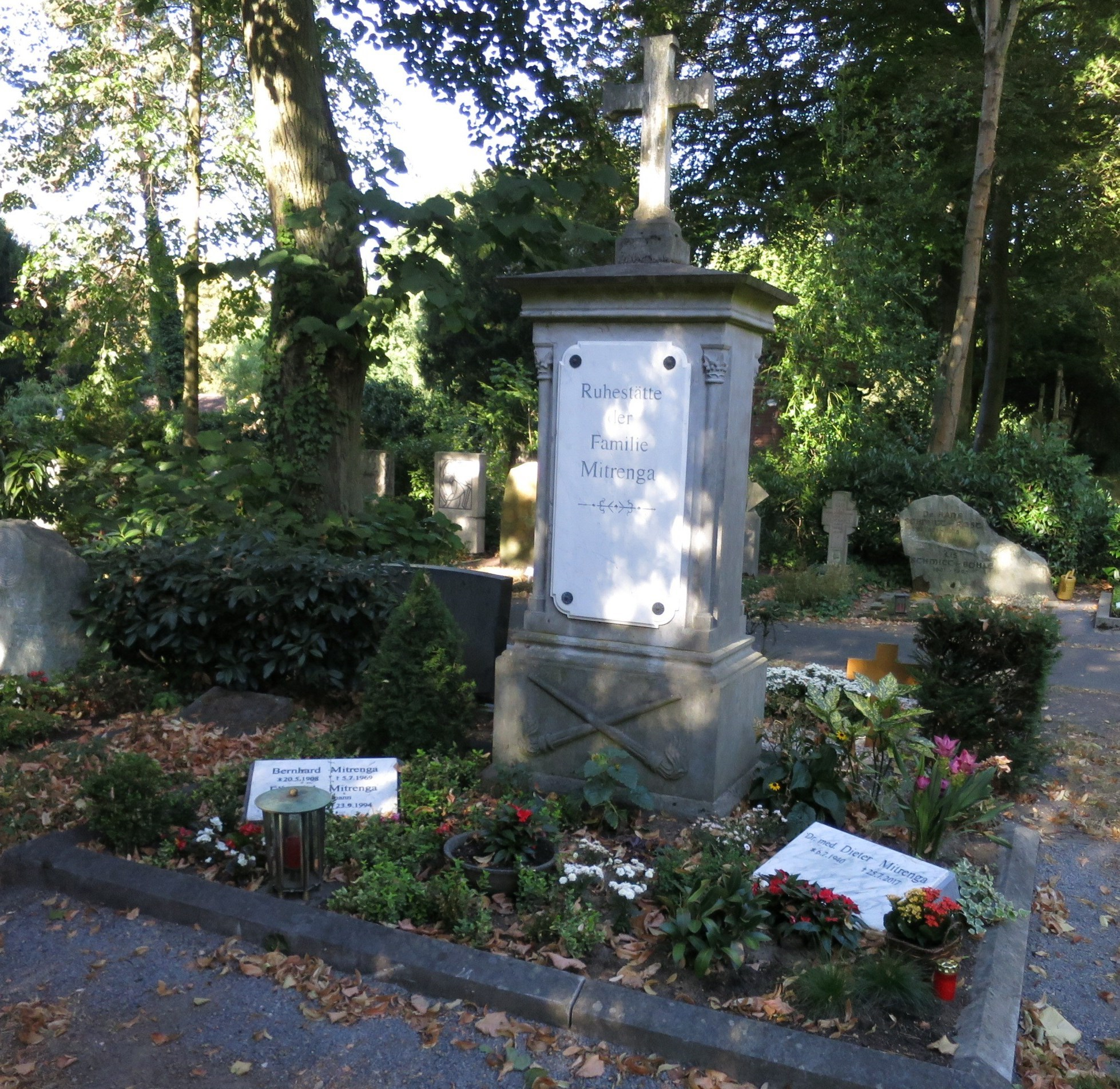
Familiengrab – Friedhof Melaten (August 2018)

## Privates
Dieter Mitrenga heiratete 1965 die Medizinstudentin Ingrid Schulte, mit der er zwei Kinder hatte. Seine Tochter wurde 1973 geboren und sein Sohn zwei Jahre darauf. Die Tochter ist ebenfalls Ärztin.
Mitrenga starb im Alter von 77 Jahren wurde am 5. August 2017 im Familiengrab auf dem Kölner Zentralfriedhof Melaten (Flur 2 (M)) beigesetzt.

## Auszeichnungen
Neben der Ehrenmitgliedschaft im Marburger Bund wurde er durch den Vorstand der Bundesärztekammer 1990 mit der Ernst-von-Bergmann-Plakette geehrt, welche an Personen verliehen wird, die sich um den Bereich der ärztlichen Fortbildung verdient gemacht haben. 2006 erhielt er durch die Deutsche Gesellschaft für Rheumatologie die Adolf Kußmaul-Medaille, die an Personen vergeben wird, welche 

„mit ihrem Lebenswerk oder mit einer bedeutsamen Einzelleistung die Rheumatologie in Deutschland entscheidend geprägt haben.“

Die ABV-Ehrenschale wurde ihm 2008 durch die Arbeitsgemeinschaft berufsständischer Versorgungseinrichtungen verliehen. Mit dem Bundesverdienstkreuz erster Klasse wurde Mitrenga 2013 durch Kölns Oberbürgermeister Jürgen Roters ausgezeichnet. Die Verleihung wurde mit seinem jahrzehntelangen Einsatz für HIV- und AIDS-Patienten begründet.

## Schriften (Auswahl)
- In-Vitro-Untersuchungen parenteral anwendbarer Hämostyptika. s. n., s. I. 1972, OCLC 74161053 (Köln, Universität, Dissertation, 1972).
- mit Wolfgang Arnold, Otfried Müller und Heinz von Mayersbach: The fate of injected human IgG in the mouse liver. In: Cell and Tissue Research. Band 156, Nr. 3, 1975, S. 359–376, doi:10.1007/BF00225364.
- mit Wolfgang Arnold und Heinz von Mayersbach: Freeze-drying and embedding in glycol methacrylate (GMA). In: Histochemistry. Band 39, Nr. 4, 1974, S. 313–326, doi:10.1007/BF00495682.